# Canton de Digne
Le canton de Digne (ou Digne-les-Bains aujourd'hui) est une ancienne division administrative française située dans le département des Alpes-de-Haute-Provence (anciennes Basses-Alpes) et la région Provence-Alpes-Côte d'Azur supprimé en 1973 au profit de deux nouveaux cantons : Digne-Est et Digne-Ouest.
En 1801, le canton de Thoard lui est rattaché.
Il comprenait initialement les communes de :

## Représentation

### Conseillers généraux de 1833 à 1973
| Période | Période      | Identité                              | Étiquette                | Qualité |
| ------- | ------------ | ------------------------------------- | ------------------------ | --- |
| 1833    | 1839 (décès) | Hippolyte Joseph (1809-1839)          |                          | Avocat à Digne |
| 1839    | 1842         | Jean-Baptiste Itard                   |                          | Notaire, adjoint au maire de Digne Ancien conseiller d'arrondissement du canton de Barrême                        |
| 1842    | 1848         | Jean Joseph Vincent Cotte (1778-1854) |                          | Avocat à Digne, puis Sous-Préfet à Barcelonnette                                                                  |
| 1848    | 1852         | Jean-Baptiste Itard                   |                          | Maire de Digne (1848-1849)                                                                                        |
| 1852    | 1856 (décès) | Hippolyte Fortoul                     | Majorité dynastique      | Professeur Député (1849-1851) - Sénateur (1853-1856) Ministre de l'Instruction publique et des Cultes (1851-1856) |
| 1856    | 1864         | Alphonse d'Hesmivy d'Auribeau         |                          | Directeur des contributions directes retraité                                                                     |
| 1864    | 1871         | Melchior Honoré Yvan                  | Gauche modérée           | Ancien chirurgien Inspecteur général de l'imprimerie et de la librairie Député (1849-1851)                        |
| 1871    | 1897 (décès) | Marius Soustre                        | GR                       | Propriétaire - Maire de Digne (1881-1897) Député (1881-1885) Sénateur (1885-1897)                                 |
| 1897    | 1919         | Charles Romieu                        | Républicain Nationaliste | Maire de Digne (1897-1919)                                                                                        |
| 1919    | 1936 (décès) | Charles Fruchier                      | Rad.                     | Avocat avoué Maire de Digne (1921-1929 et 1935-1936) Député (1902-1906)                                           |
| 1936    | 1940         | Julien Romieu                         | Rad.                     | Médecin Maire de Digne (1936-1941)                                                                                |
|         |              |                                       |                          | |
| 1945    | 1973         | Julien Romieu                         | Rad. puis MRG            | Médecin Maire de Digne (1947-1971)                                                                                |

### Conseillers d'arrondissement (de 1833 à 1940)
| Période                                  | Période      | Identité                     | Étiquette   | Qualité |
| ---------------------------------------- | ------------ | ---------------------------- | ----------- | --- |
| 1833                                     | 1848         | M. Arnoux                    |             | Propriétaire à Digne |
|                                          |              |                              |             | |
|                                          | 1891 (décès) | Joseph Simon Dou (1823-1891) |             | Rentier, Officier d'Académie, conseiller municipal de Digne, suppléant de la justice de paix, Président du Conseil d'arrondissement |
| 1891                                     | 1906 (décès) | François-Joseph Siéyès       | Républicain | Négociant en fruits secs, adjoint au maire de Digne, suppléant du juge de paix                                                      |
|                                          |              |                              |             | |
| 1910                                     | 1940         | Louis Rippert                |             | Entrepreneur de travaux publics à Digne Président du Conseil d'arrondissement                                                       |
| 1940                                     |              |                              |             | Les conseils d'arrondissement ont été suspendus par la loi du 12 octobre 1940 et n'ont jamais été réactivés                         |
| Les données manquantes sont à compléter. |              |                              |             | |